# فرانكلين إم. درو
فرانكلين إم. درو (بالإنجليزية: Franklin M. Drew)‏ هو محامي أمريكي، ولد في 19 يوليو 1837 في Turner, Maine ‏ في الولايات المتحدة، وتوفي في 1925.